# Iglesia de San Pedro Apóstol (Zaratán)
La iglesia parroquial de San Pedro Apóstol es un templo católico ubicado en la localidad de Zaratán, Provincia de Valladolid, Castilla y León, España.

## Historia
Su construcción data del siglo XVII.

## Estilo
Está hecha en piedra y algunos paños de la torre en ladrillo. Por fuera es muy sencilla, con una puerta de acceso a los pies y bajo la torre que es de un solo cuerpo. Consta de un pórtico en el lateral de mediodía cuyo tejado inclinado se apoya sobre columnas de piedra. El interior es también muy sencillo, con planta dividida en tres naves que están separadas por pilares cuadrados. Consta de un coro a los pies.. El retablo mayor es de principios del siglo XVIII y tiene estatuas del siglo XVI.